# Афшарский диалект
Афша́рский язык или диалект — по разным данным относится к южной группе огузской ветви тюркских языков или является диалектом азербайджанского языка (см. Афшары#Язык). Распространён на востоке Ирана (остан Керман, Хорасан) и Афганистана (вилаят Кабул), также в Турции и Сирии.
Согласно третьему изданию Энциклопедии ислама:

В лингвистическом отношении язык афшаров принадлежит к южно-огузской группе тюркских языков (Иохансон, История тюркских языков, 82–3) или представлен как диалект южно-азербайджанских тюркских языков. Из-за своего расположения в персоязычной среде во многих случаях персидский язык стал родным языком афшаров. Другие группы стали двуязычными (как в Кирмане). Более того, контакт с другими языками, похоже, изменил первоначальный диалект. К 2009 году лингвистическое сравнение различных групп афшаров не проводилось.
Афшарский язык отличается множеством заимствований из персидского языка и округлением фонемы /a/ до [ɒ], как это произошло в узбекском языке. Во многих случаях гласные, округляемые в азербайджанском языке, не округляются в афшарском. Примером этого является слово /jiz/ (по-русски «сто»), что на стандартном азербайджанском языке означает /jyz/.